# Viktor Lazić
Viktor Lazić (Beograd, 24. januar 1985) srpski je književnik i advokat. Takođe je filatelista i numizmatičar. Osnivač je i predsednik Udruženja za kulturu, umetnost i međunarodnu saradnju „Adligat”, kao i Muzeja srpske književnosti, Muzeja knjige i putovanja i Biblioteke Lazić koje funkcionišu u okviru Udruženja.

## Biografija
Rođen je 24. januara 1985. godine u Beogradu, od oca Branislava, mašinskog inženjera, i majke Gorice, advokata. Pohađao je osnovnu školu „Bora Stanković“ na Banjici, a potom Pravno-birotehničku školu „9. maj“ u kojoj je bio đak generacije. Tokom srednjoškolskih dana počeo je da putuje Evropom, a sa osamnaest godina objavljuje i svoju prvu knjigu Gete – poezija i istina (2003). Diplomirao je na Pravnom fakultetu Univerziteta u Beogradu 2008. godine. Odrastao je u porodici sa dugom tradicijom sakupljanja i čuvanja knjiga, čiji koreni dosežu do početka 18. veka. Još u ranom detinjstvu pokazivao je interesovanje prema pisanoj reči i knjigama. Od bake, Danice Lazić, nasledio je porodičnu Biblioteku Lazić kada mu je bilo devet godina i time, kao deveta generacija, nastavio dvovekovnu tradiciju. Ubrzo je počeo da se interesuje za bibliotekarstvo, o čemu je učio i od srpskog bibliografa Miodraga Živanova.
Član je organizacija i udruženja: Udruženje književnika Srbije, Udruženje novinara Srbije, Fondacija Ršum (član Upravnog odbora), Biblioteka „Milutin Bojic” (član Upravnog odbora), Udruženje turističkih vodiča Republike Srbije (počasni član), Udruženje naučnih i stručnih prevodilaca Republike Srbije, Udruženje srpsko-indonežanskog prijateljstva „Nusantara”, Udruženje srpsko-kubanskog prijateljstva, Geteovo društvo, Udruženje za razvoj i unapređenje turizma Srbije, Srpsko bibliofilsko društvo (ambasador) i Geografski institut „Jovan Cvijić“ SANU (nekadašnji spoljni saradnik).

### Putovanja i putopisi
Na svojim putovanjima Viktor je proveo ukupno dvanaest godina. Obišao je više od 100 zemalja na šest kontinenata, Evropom, Azijom, Australijom, Afrikom, Južnom Amerikom i Severnom Amerikom. Sa putovanja je donosio razne predmete, knjige i kulturna dobra sa idejom da u Beogradu stvori muzejsku riznicu koja svedoči o različitim svetskim kulturama, ali i srpskoj kulturi u svetu.
Na jedno od najdužih putovanja na kojima je bio, pošao je 2009. godine svojom Lada Nivom. Tokom 421 dana, krenuvši sa Kosova i Metohije iz manastira Dečani, na putu do Vladivostoka obišao je veći deo Evrope, usput i najseverniju tačku Nordkap (Severni rt), potom više hiljada gradova, mesta i sela širom Rusije. Nakon Vladivostoka krenuo je putem Jugoistočne Azije, preko Filipina i ostrva Indonezije, sve do Australije. U povratku prolazi kroz Južnu i Jugozapadnu Aziju, gde iprelazi i čitavu pustinju Gobi svojim džipom. Tokom ovog putovanja, koje je opisao u knjizi Velika avantura (2010), štampanoj u 20.000 primeraka u izdanju Press-a, obišao je ukupno 32 države.

### Udruženje za kulturu, umetnost i međunarodnu saradnju „Adligat”
Viktor Lazić osnovao je Udruženje za kulturu, umetnost i međunarodnu saradnju „Adligat" 2012. godine, kada su kao kulturne institucije registrovane i Biblioteka Lazić, Muzej srpske književnosti i Muzej knjige i putovanja. Udruženje je, neke od danas mnogobrojnih legata, primilo i pre zvanične registracije, posebno od 2009. godine kada je Viktor ponovo otvorio Biblioteku Lazić za javnost. Danas broji oko dva miliona predmeta i preko milion knjiga, od čega više hiljada rariteta, kako iz Srbije tako i iz brojnih stranih zemalja.
Lazić je u periodu od deset godina sačuvao 40 legata, u okviru kojih i arhivsku građu i predmete od prvorazrednog značaja za kulturu i istoriju srpskog naroda.

## Nagrade i priznanja
- „Đurin šešir”
- „Temišvarska povelja"
- Nagrade „Rodoljub Nićiforović”[7][8]
- 2019. — Počasna titula Zaslužnog građanina Voždovca.
- 2021. — Nagrada „Dobročinitelj” Ministarstvo rada, zapošljavanja, boračkih i socijalnih pitanja Vlade Republike Srbije, za humane podvige koje su obeležili prethodnu 2020. godinu.[9][10]
- 2024. — Zlatna medalje Aleksandra Dubčeka, za zasluge na polju kulture, unapređenja međunarodne saradnje i humanitarnih aktivnosti.[11]

## Dela
- Gete – poezija i istina, Stručna knjiga, Beograd, Pravno-birotehnička škola „9.maj“, Beograd, 2003.
- Tumaranje zemljom osmeha, plus CD sa multimedijalnom prezentacijom, Bigraf Plus, Beograd, Porodična biblioteka Lazić, Beograd, 2006.
- Velika avantura, Press, Beograd, 2010.
- U srcu Sumatre, Laguna, Beograd, 2011.
- Na vratima istoka, Laguna, Beograd, 2014.
- Šta je ljubav?, Savremenik, Beograd, 2017.
- Kenija: damari divljine, Laguna, Beograd, 2024.
- Dobre duše Sudana, Laguna, Beograd, 2025.[12]

## Spoljašnje veze
- Lični kosmos: Muzej knjige i putovanja (RTS Obrazovno-naučni program - Zvanični kanal
- Travel writer held in solitary
- Reporters without borders Архивирано на веб-сајту  (3. фебруар 2012)
- Šta sve možete tokom 25 godina, MONDO
- Milevin vozač oko sveta
- Svet je suvise mali da ga ne obiđem laom, Press Архивирано на веб-сајту  (23. новембар 2010)
- Oko Magazin, RTS 1
- Политика:Српска енциклопедија за Индонежане, објављено 17. јуна 2012.
- Ponosan na pasoš, pomera granice (B92, 19. april 2019)
- Gradim hram svom narodu - intervju (8. decembar 2019)
- O sakupljanju knjiga sa Viktorom Lazićem (1. mart 2020)